# Bjørn Helge Riise
Bjørn Helge Semundseth Riise (født 21. juni, 1983 i Ålesund) er en norsk fodboldspiller, som i øjeblikket spiller for den norske klub Aalesund. Han er bror til John Arne Riise.

## Landshold
Riise har (pr. april 2018) spillet 35 kampe for Norges landshold. Han fik sin debut imod Malta i en EM 2008 kvalifikations kamp. Han lavede 3 assister i 4-0 sejren, hvor han også så sin bror John Arne Riise score en enkel gang.

## Personlige liv
Riise har været i et forhold med Lena Riise i lang tid. I 2010 giftede han sig med hende. Parret har tre børn: Noah, Filip og Levi.